# Stereo 3
Stereo 3 — чилийская поп-группа, созданная продюсерской командой Кристиана Хейне и Коко Стамбука.
Представляла собой трио молодых парней — Джанфранко, Начо и Витторио.
Считалась мужской версией девичьего трио Supernova (от тех же продюсеров).

## История
Сайт AllMusic рассказывает:

В 1997 году чилийский журналист и бывший продюсер [групп] Christianes, Shogun и Venus Кристиан Хейне познакомился с участником латинской поп-группы Glup! Коко Стамбуком (из города Осорно на юге [Чили]). Вдохновлённые растущей популярностью тин-попа [...], они основали продюсерскую команду под названием «Пакман» (Packman).

Собранное ими девичье трио Supernova достигло успеха в чилийских чартах с песней «Maldito amor» (2000) и ещё несколькими песнями, вошедшими в альбом Supernova (1999).
Вдохновлённые успехом своей гёрл-группы, в 2000 году «Пакман» собрали ещё и чилийский бойбэнд, тоже (как видно из названия) представлявший собой трио. Участников звали Джанфранко, Начо и Витторио.
Бойбэнд дебютирует с альбомом Partir de cero 15 марта 2001 года и тоже будет иметь оглушительный успех в своей стране.
Первый сингл группы, «Atrévete a aceptarlo», вошёл в ротацию крупнейших чилийских радиостанций и быстро поднялся на 1-е место чилийских радио-рейтингов, а клип к ней достиг первой двадцатки (Top 20) телеканала MTV Latino. В итоге песня стала одним из хитов лета 2001 года.
Альбом Partir de cero так и останется единственным в дискографии группы. Последний, четвёртый сингл с него выйдет в 2002 году. В том же году группа распалась.

## Дискография
См. стр. «Stereo 3#Discografía» в испанском разделе.

### Альбомы
- Partir de cero  (2001)

## Премии и номинации
| Год  | Премия                      | Номинированная работа  | Номинация                                                           | Результат |
| ---- | --------------------------- | ---------------------- | ------------------------------------------------------------------- | --------- |
| 2001 | MTV Video Music Awards 2001 | «Atrévete a aceptarlo» | International Viewer’s Choice Awards, MTV Латинская Америка (Центр) | Номинация |